# Elektrogorsk
Elektrogorsk é uma cidade da Rússia, no Oblast de Moscou.